# 2023年SCO首脳会議
2023年SCO首脳会議（英: 2023 SCO summit、中: 2023年上海合作组织峰会）は、2023年7月4日にインドのニューデリーで開催された、上海協力機構の国家元首による第23回首脳会議。露宇戦争の影響によりビデオ会議で行われた。

## 議題
サミットでは「ニューデリー宣言」が採択され、イランが正式加盟した他、上海協力機構のオブザーバー国であるベラルーシが正式加盟に向けた覚書に署名し、2024年首脳会議より加わる事が決まった。

## 参加者

### 加盟国
- 中国 - 習近平総書記
- インド - ナレンドラ・モディ首相
- イラン - エブラーヒーム・ライースィー大統領
- カザフスタン - カシムジョマルト・トカエフ大統領
- キルギス - サディル・ジャパロフ大統領
- パキスタン - シャバーズ・シャリフ首相
- ロシア - ウラジーミル・プーチン大統領
- タジキスタン - エモマリ・ラフモン大統領
- ウズベキスタン - シャフカト・ミルジヨエフ大統領

### オブザーバー
- ベラルーシ - アレクサンドル・ルカシェンコ大統領
- モンゴル - ウフナーギーン・フレルスフ大統領

### ゲスト
- トルクメニスタン - セルダル・ベルディムハメドフ大統領

### 国際機関
- 国際連合
- ユーラシア経済連合
- 集団安全保障条約機構
- アジア相互協力信頼醸成措置会議
- 独立国家共同体
- 経済協力機構